# Cannabis au Liban
 (janvier 2017).
Si vous disposez d'ouvrages ou d'articles de référence ou si vous connaissez des sites web de qualité traitant du thème abordé ici, merci de compléter l'article en donnant les références utiles à sa vérifiabilité et en les liant à la section « Notes et références ».

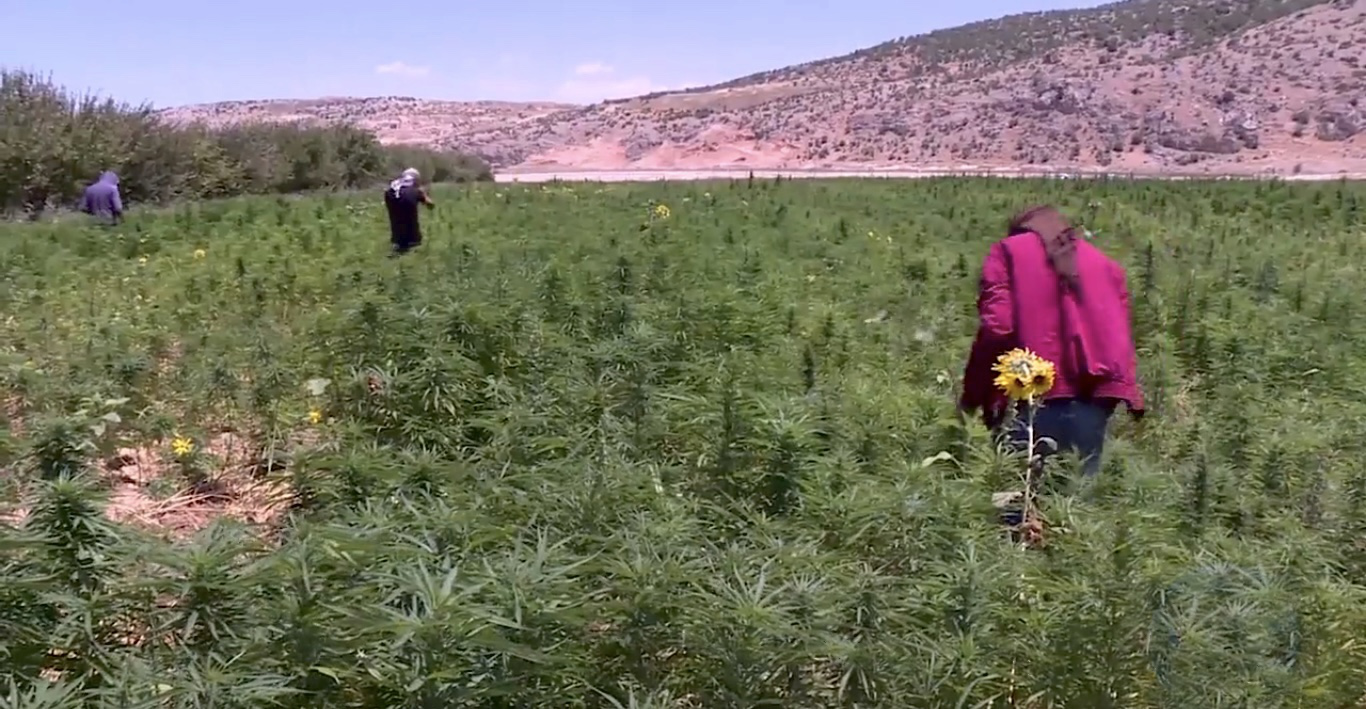
Cultivateurs de cannabis au Liban.

La possession de cannabis au Liban est illégale.
Cependant, il est produit en grandes quantités dans le pays et son usage, tant que ce n'est pas en public, n'est pas un problème majeur.